# Alberto Lima (Brasil)
Alberto Lima (Rio de Janeiro, 29 de julho de 1898 - 1 de agosto de 1971), foi um heraldista diretor da Oficina de Cartografia do Exército e responsável pela criação de centenas de Brasões de municípios e regiões brasileiros. Entre eles, o desenho do Brasão de Vila Isabel, primeiro brasão de domínio do antigo Estado da Guanabara (hoje município do Rio de Janeiro), em 1962.
Também foi responsável pelo desenho, reformulação ou tratamento heráldicos do Brasão de cidades como Nova Iguaçu, Teresópolis, Ponte Nova, São João del Rei entre diversas outras.
Além de heraldista, Alberto Lima era poeta. Seu trabalho mais conhecido é a letra do "Hino de Ramos", que foi composta por Pixinguinha em 1965.